# Krystina Alabado
Krystina Helena Alabado (nacida el 7 de agosto de 1989) es una actriz y cantante estadounidense conocida por su trabajo en musicales de Broadway. Ella originó el papel de Vanden en la producción de Broadway de 2016 de American Psycho y protagonizó como Gretchen Wieners en Mean Girls en Broadway desde marzo de 2019 hasta la presentación final del programa el 11 de marzo de 2020. Desde 2024, presta su voz a Cherri Bomb en la serie musical animada para adultos Hazbin Hotel.

## Primeros años
Alabado asistió a Hamilton High School en Chandler, Arizona, y estudió teatro musical durante un año en la Universidad Estatal de Arizona. Los padres de Alabado son inmigrantes de México y Líbano.

## Carrera
A los 18 años, Alabado se unió a la gira nacional de Spring Awakening como parte del conjunto. Se mudó a la ciudad de Nueva York en 2009, e hizo su debut en Broadway en 2011 como miembro suplente del conjunto y suplente en American Idiot, luego retomó su papel en la primera gira nacional del programa. En 2013 se unió a la gira nacional de Evita (basada en el revival de Broadway de 2012) interpretando a la amante de Juan Perón. En 2016, apareció en la efímera producción de Broadway de American Psycho. Alabado actuó en el conjunto y como el personaje secundario Vanden, un cantante de club nocturno. También es suplente del papel principal de Jean.
En marzo de 2019, Alabado se unió al elenco de Mean Girls como Gretchen Wieners, reemplazando a Ashley Park, quien originó el papel. En una entrevista en octubre de 2019, reveló que había hecho una audición previamente para el programa mientras aún estaba en desarrollo, pero no fue elegida.
En noviembre de 2019, Alabado, junto con la coprotagonista de Evita Tour, Desi Oakley, fundaron Pop Rock Broadway: un programa de formación de Broadway para actores jóvenes en Nueva York que se expande al mundo del pop, el rock y el teatro musical contemporáneo.
En marzo de 2020, Alabado inició un canal de YouTube para explicar a sus seguidores diferentes aspectos de cómo funciona Broadway y entrevistar a sus compañeros de reparto durante la pandemia de COVID-19 que cerró temporalmente Broadway.

## Créditos en teatro
| Año       | Título                                            | Papel                        | Teatro                            | Director                   |
| --------- | ------------------------------------------------- | ---------------------------- | --------------------------------- | -------------------------- |
| 2009      | Spring Awakening                                  | Reparto                      | Gira nacional                     | Michael Mayer              |
| 2011      | Camp Wanatachi                                    | Titi O’Malley                | La MaMa Experimental Theatre Club | Matt Cowart                |
| 2011      | American Idiot                                    | Reparto                      | Teatro Saint James                | Michael Mayer              |
| 2011–12   | American Idiot                                    | Reparto                      | Gira norteamericana               | Michael Mayer              |
| 2012      | Pregnancy Pact                                    | Sansanee                     | Weston Playhouse Theatre Company  | Joe Calarco                |
| 2013–14   | Evita                                             | Señorita                     | Gira nacional                     | Michael Grandage           |
| 2015–16   | Lazarus                                           | Joven #1                     | New York Theatre Workshop         | Ivo van Hove               |
| 2016      | American Psycho                                   | Vanden/Cantante/Reparto      | Gerald Schoenfeld Theatre         | Rupert Goold               |
| 2017      | The Mad Ones                                      | Samantha Brown               | 59E59 Theaters                    | Stephen Brackett           |
| 2018      | This Ain't No Disco                               | Meesh                        | Atlantic Theater Company          | Darko Tresnjak             |
| 2019–2020 | Mean Girls                                        | Gretchen Wieners (reemplazo) | August Wilson Theatre             | Casey Nicholaw             |
| 2021      | Goosebumps the Musical: Phantom of the Auditorium | Brooke Rodgers               | Original Studio Cast Recording    | Danny Abosch y John Maclay |
| 2023      | Sunday in the Park with George                    | Dot/Marie                    | Pasadena Playhouse                | Sarna Lapine               |

## Filmografía

### Películas
| Año  | Título                | Papel                             | Notas |  |
| ---- | --------------------- | --------------------------------- | ----- |  |
| 2017 | First Reformed        | Miembro del coro                  |       |  |
| 2022 | Better Nate Than Ever | Asistente de dirección de casting |       |  |

### Televisión
| Año  | Título                      | Papel                | Notas                                                  |
| ---- | --------------------------- | -------------------- | ------------------------------------------------------ |
| 2015 | Tyrant                      | Jill                 | Episodio: «A Viper in the Palace»                      |
| 2018 | Voltron: Legendary Defender | Veronica (voz)       | Temporadas 7-8 (13 episodios)                          |
| 2019 | God Friended Me             | Olivia               | Episodio: «Miracle on 123rd Street»                    |
| 2023 | Monster High                | Nefera De Nile (voz) | Episodio: «Pyramid Scheme»                             |
| 2024 | Hazbin Hotel                | Cherri Bomb (voz)    | Episodios: «Welcome to Heaven» y «The Show Must Go On» |